# Delta Librae
Delta Librae (δ Lib / δ Librae) è una stella della costellazione della Bilancia. È conosciuta anche con il nome di Zuben el Akribi. Un'altra denominazione di origine accadica col quale è nota è Mulu-lizi.
Delta Librae si trova ad una distanza approssimativa di 304 anni luce dalla Terra ed è di classe spettrale B9.5V. Zuben el Akribi è una binaria ad eclisse e la sua magnitudine apparente varia da +4,91 a +5,90 in un periodo di 2,33 giorni.
Le componenti hanno una massa rispettivamente di 4.9 e 1.7 volte quella del Sole, mentre il raggio è per entrambe oltre 4 volte maggiore al raggio solare.